# Seiken Gakuin no Maken Tsukai
Seiken Gakuin no Maken Tsukai (聖剣学院の魔剣使い?), también conocido como The Demon Sword Master of Excalibur Academy en inglés, es una serie de novelas ligeras japonesas escritas por Yū Shimizu e ilustradas por Asagi Tōsaka. Media Factory ha publicado sus volúmenes desde mayo de 2019 bajo su sello MF Bunko J. La novela ligera tiene licencia en Norteamérica por Yen Press. Una adaptación a manga con arte de Asuka Keigen ha sido serializado en la revista de manga shōnen Gekkan Shōnen Ace de Kadokawa Shōten desde noviembre de 2019. Una adaptación de la serie al anime producida por Passione se estrenó el 3 de octubre de 2023.

## Sipnosis
Hace mil años, el mundo estaba en guerra. Dirigida por los Seis Señores Oscuros, la humanidad en su conjunto estuvo casi al borde de la extinción. Sin embargo, la humanidad tenía esperanza en la forma de los Seis Héroes. Con su poder, los Seis Señores Oscuros cayeron uno por uno hasta que finalmente solo quedó uno. En el año 447 del Calendario Sagrado, el Rey No Muerto Leonis Death Magnus, también cayó, pero antes de que su capital Necrozoa fuera conquistada, selló su propio cuerpo con una poderosa barrera y se lanzó un hechizo de resurrección. Declaró que concederá la victoria solo esta vez, pero que se levantará nuevamente en mil años para conquistar a la humanidad porque esa es la misión que le dio la Diosa de la Rebelión.
En la actualidad, una joven llamada Riselia Ray Crystalia se topó con las antiguas ruinas del mausoleo de Leonis. Al deshacer accidentalmente el sello, Leonis se despierta después de su sueño de mil años en el cuerpo de un niño humano de diez años. Confundida con un refugiado de los "Vacíos", Riselia toma a Leonis bajo su cuidado y Leonis comienza su misión de descubrir qué le sucedió al mundo mientras dormía.

## Personajes

### Personajes principales
Leonis Death Magnus (レオニス・デス・マグナス?)
Seiyū: Mutsumi Tamura (CD drama), Marina Inoue, Daisuke Hirakawa (Señor Oscuro Leonis) (anime)
Leonis, el Rey No Muerto y el más fuerte de los Señores Oscuros, despierta en el cuerpo de un niño de diez años, mil años en el futuro. Con la ayuda de Riselia (a quien él y Regina llaman cariñosamente "Selia"), Leonis comienza a adaptarse a su nueva vida, pero Leonis también tiene sus propios planes, incluido el cumplimiento del deseo de su benefactora, la Diosa de la Rebelión. Antes de convertirse en un señor oscuro, fue uno de los seis héroes, conocido como Leonis Shealto, el mayor espadachín y el Héroe de la Espada Santa. Fue traicionado por los nobles de su reino y asesinado porque era visto como una amenaza. Al borde de la muerte, una niña que había aparecido antes que él cuando fue traicionado por los que había salvado lo resucitó, convirtiéndolo en un Señor Oscuro.
Riselia Ray Crystalia (リーセリア・レイ・クリスタリア?)
Seiyū: Nao Tōyama (CD drama), Yui Ishikawa (anime)
Riselia es la chica que sin saberlo deshizo el sello del mausoleo de Leonis y casi muere protegiéndolo de un "Vacío". Sin otra opción, Leonis "cura" a Riselia con el único hechizo que está seguro de que funcionaría, el hechizo de décimo orden "Create Elder Undead", un hechizo que funcionó con tanto éxito en Riselia que volvió a la vida como el ser no muerto más fuerte, una reina vampiro. Descendiente de los nobles que supervisaban los Jardines de Asalto, Riselia perdió a su familia cuando fueron asesinados por los voids hace 6 años, quedando ella y su amiga Regina como únicas sobrevivientes. Aunque es amable con Leonis, no tiene reparos en provocar sexualmente a Leonis cuando se baña con él y duerme con él dejando al descubierto su cuerpo.

### Seventh Assault Garden
Regina Mercedes (レジーナ・メルセデス Rejīna Merusedesu?)
Seiyū: Saori Ōnishi (CD drama), Aya Suzaki (anime)
Regina, amiga de la infancia y sirvienta personal de Riselia, es una chica rolliza que pasa la mayor parte de su tiempo libre tratando de provocar una reacción de Leonis a quien no le gusta mucho (especialmente considerando que esta es la primera vez desde siempre que Leonis tiene un cuerpo humano). Ella es en realidad la (ex) Cuarta Princesa del Imperio Integrado, Regina Ray O'ltriese, sin embargo, debido a que el día en que nació apareció en el cielo una estrella conocida como Calamidad Escarlata que puede traer mala suerte, fue expulsada de la familia y reemplazada por su hermana menor, Altiria Ray O'ltriese. A pesar de siempre burlarse de él, Regina es consciente de lo maduro y poderoso que realmente es Leonis, razón por la cual se ha ganado su respeto y admiración, además de considerarlo el único chico genial que ha conocido.
Sakuya Sieglinde (咲耶・ジークリンデ Sakuya Jīkurinde?)
Seiyū: Honoka Kuroki
Una guerrero espada. Aunque era la más joven del pelotón después de Leonis, tiene un historial de haber atacado a los voids sola. A igual que Riselia, Sakuya perdió a su famila en un ataque de los voids, por lo que se une a la Academia para vengarse de los Voids. Por otro lado, ella es una gran cabeza hueca.
Elfiné Phillet (エルフィーネ・フィレット Erufīne Firetto?)
Seiyū: Hiromi Igarashi
Una estudiante de un año mayor que se desempeña como telegrafista del pelotón al que pertenece Riselia. Tiene un historial de pérdida de sus compañeros debido a Void. Utiliza una espada sagrada especializada en apoyo (Heavenly Eye Jewel), pero originalmente era una atacante a cargo de la potencia de fuego. Elfine es una chica alegre y amable pero algo estricta, siempre intenta seguir las reglas al máximo y no tolerará a aquellos que intenten desobedecer las reglas de la Academia. A igual que las demás chicas, Elfiné le tiene cariño hacia Leonis.

### Seis Héroes
Arakael Degradios (アラカエル・デグラディオス Arakaeru Deguradiosu?)
El Archsage de los Seis Héroes y considerado el más sabio de todos, había sobrevivido a los mil años desde la "muerte" de Leonis y lucha contra él una vez más como un "Señor del Vacío". Es derrotado y borrado de la existencia por el Demon Sword Dáinsleif, pero no antes de darle a Leonis una advertencia espeluznante.

### Otros personajes
Roselia Ishtaris (ロゼリア・イシュタリス Rozeria Ishutarisu?)
Seiyū: Ai Kakuma
Shary (シャーリ Shāri?)
Seiyū: Arisa Nakada
Blackas (ブラッカス Burakkasu?)}
Seiyū: Tomofumi Ikezoe
Shary (シャーリ Shāri?)
Seiyū: Arisa Nakada
Altiria Ray O'ltriese (アルティリア・レイ・オルトリーゼ Arutiria rei orutorīze?)
Seiyū: Hina Kino

## Contenido de la obra

### Novela ligera
Seiken Gakuin no Makentsukai está escrita por Yū Shimizu e ilustrada por Asagi Tōsaka. Media Factory ha publicado sus volúmenes desde mayo de 2019 bajo su sello MF Bunko J. Se han publicado doce volúmenes hasta la fecha. La novela ligera tiene licencia en Norteamérica por Yen Press.

#### Lista de volúmenes
| Volúmenes de novelas ligeras publicadas | Volúmenes de novelas ligeras publicadas | Volúmenes de novelas ligeras publicadas |
| Número                                  | Fecha de lanzamiento                    | ISBN                                    |
| --------------------------------------- | --------------------------------------- | --------------------------------------- |
| 1                                       | 25 de mayo de 2019                      | ISBN 978-4-04-065672-4                  |
| 2                                       | 25 de septiembre de 2019                | ISBN 978-4-04-064003-7                  |
| 3                                       | 24 de enero de 2020                     | ISBN 978-4-04-064331-1                  |
| 4                                       | 25 de mayo de 2020                      | ISBN 978-4-04-064657-2                  |
| 5                                       | 25 de septiembre de 2020                | ISBN 978-4-04-064944-3                  |
| 6                                       | 25 de enero de 2021                     | ISBN 978-4-04-680164-7                  |
| 7                                       | 25 de mayo de 2021                      | ISBN 978-4-04-680443-3                  |
| 8                                       | 25 de octubre de 2021                   | ISBN 978-4-04-680844-8                  |
| 9                                       | 25 de febrero de 2022                   | ISBN 978-4-04-681186-8                  |
| 10                                      | 24 de junio de 2022                     | ISBN 978-4-04-681472-2                  |
| 11                                      | 25 de noviembre de 2022                 | ISBN 978-4-04-681935-2                  |
| 12                                      | 25 de marzo de 2023                     | ISBN 978-4-04-682325-0                  |

### Manga
Una adaptación a manga con arte de Asuka Keigen ha sido serializado en la revista de manga shōnen Gekkan Shōnen Ace de Kadokawa Shōten desde noviembre de 2019. Se han recopilado sus capítulos individuales en seis volúmenes tankōbon hasta la fecha.

#### Lista de volúmenes
| Volúmenes de manga publicados | Volúmenes de manga publicados | Volúmenes de manga publicados |
| Número                        | Fecha de lanzamiento          | ISBN                          |
| ----------------------------- | ----------------------------- | ----------------------------- |
| 1                             | 26 de mayo de 2020            | ISBN 978-4-04-109444-0        |
| 2                             | 26 de octubre de 2020         | ISBN 978-4-04-109445-7        |
| 3                             | 26 de mayo de 2021            | ISBN 978-4-04-111370-7        |
| 4                             | 26 de octubre de 2021         | ISBN 978-4-04-111930-3        |
| 5                             | 24 de junio de 2022           | ISBN 978-4-04-112631-8        |
| 6                             | 25 de marzo de 2023           | ISBN 978-4-04-113361-3        |

### Anime
Una adaptación de la serie al anime se anunció el 21 de octubre de 2021. Está producida por Passione y dirigida por Hiroyuki Morita, con guiones de Kunihiko Okada, con diseños de personajes a cargo de Takayuki Noguchi y música compuesta por Yuji Nomi. Se estrenó el 3 de octubre de 2023 en TV Tokyo, y el 6 de octubre en BS Fuji. El tema de apertura es «Sen-nen Ai» (1000年愛?), interpretado por Chiai Fujikawa, mientras que el tema de cierre es «Yururi» (ゆるり?), interpretado por Kaho. Sentai Filmworks obtuvo la licencia de la serie fuera de Asia, y lo transmitió en HIDIVE. REMOW obtuvo la licencia de la serie en el Sudeste Asiático.